# Copa Davis de 2013 - Zona das Américas
A Zona das Américas é uma das 3 zonas regionais da Copa Davis.

## Participantes
| Grupo I - Chile - Colômbia - Equador - República Dominicana - Uruguai | Grupo II - Barbados - El Salvador - Guatemala - Haiti - México - Peru - Porto Rico - Venezuela | Grupo III - Aruba - Bahamas - Bolívia - Costa Rica - Honduras - Jamaica - Panamá - Paraguai - Trinidad e Tobago - Ilhas Virgens Americanas |

## Disputas Grupo I
|                                               | 2ª Rodada Play-offs 6–8 de setembro           | 2ª Rodada Play-offs 6–8 de setembro           | 2ª Rodada Play-offs 6–8 de setembro           |                                               |  | 1ª Rodada Play-offs  | 1ª Rodada Play-offs | 1ª Rodada Play-offs |  |         | 1ª Rodada 1–3 de fevereiro | 1ª Rodada 1–3 de fevereiro | 1ª Rodada 1–3 de fevereiro |         |                                                               | 2ª Rodada 29–31 de março                                      | 2ª Rodada 29–31 de março                                      | 2ª Rodada 29–31 de março                                      |                                                               |                  |
|                                               |                                               |                                               |                                               |                                               |  |                      |                     |                     |  |         |                            |                            |                            |         |                                                               |                                                               |                                                               |                                                               |                                                               |                  |
|                                               |                                               |                                               |                                               |                                               |  |                      |                     |                     |  |         |                            |                            |                            |         |                                                               |                                                               |                                                               |                                                               |                                                               |                  |
|                                               |                                               |                                               |                                               |                                               |  |                      |                     |                     |  |         | 1                          | Chile                      |                            |         |                                                               |                                                               |                                                               |                                                               |                                                               |                  |
|                                               |                                               |                                               |                                               |                                               |  |                      |                     |                     |  |         |                            | bye                        |                            |         |                                                               | Manta, Equador                                                | Manta, Equador                                                | Manta, Equador                                                | Manta, Equador                                                | Manta, Equador   |
|                                               |                                               |                                               |                                               |                                               |  | 1                    | Chile               |                     |  |         |                            |                            |                            |         | 1                                                             | Chile                                                         | 2                                                             |                                                               |                                                               |                  |
|                                               |                                               |                                               |                                               |                                               |  |                      |                     |                     |  |         |                            |                            |                            |         |                                                               | Equador                                                       | 3                                                             |                                                               |                                                               |                  |
|                                               |                                               |                                               |                                               |                                               |  |                      |                     |                     |  |         | Equador                    |                            |                            |         |                                                               |                                                               |                                                               |                                                               |                                                               |                  |
|                                               | República Dominicana                          | República Dominicana                          | República Dominicana                          | República Dominicana                          |  |                      |                     |                     |  |         | bye                        |                            |                            |         |                                                               |                                                               |                                                               |                                                               |                                                               |                  |
|                                               | 1                                             | Chile                                         | 1                                             |                                               |  |                      |                     |                     |  |         |                            |                            |                            |         |                                                               |                                                               |                                                               |                                                               |                                                               |                  |
|                                               |                                               | República Dominicana                          | 4                                             |                                               |  |                      |                     |                     |  | Uruguai | Uruguai                    | Uruguai                    | Uruguai                    | Uruguai |                                                               |                                                               |                                                               |                                                               |                                                               |                  |
|                                               |                                               |                                               |                                               |                                               |  |                      |                     |                     |  |         |                            | Uruguai                    | 3                          |         |                                                               |                                                               |                                                               |                                                               |                                                               |                  |
|                                               |                                               |                                               |                                               |                                               |  |                      |                     |                     |  |         |                            | República Dominicana       | 1                          |         |                                                               | Cúcuta, Colômbia                                              | Cúcuta, Colômbia                                              | Cúcuta, Colômbia                                              | Cúcuta, Colômbia                                              | Cúcuta, Colômbia |
|                                               |                                               |                                               |                                               |                                               |  | República Dominicana |                     |                     |  |         |                            |                            |                            |         | Uruguai                                                       | 0                                                             |                                                               |                                                               |                                                               |                  |
|                                               |                                               |                                               |                                               |                                               |  |                      |                     |                     |  |         |                            |                            |                            |         | 2                                                             | Colômbia                                                      | 5                                                             |                                                               |                                                               |                  |
|                                               |                                               |                                               |                                               |                                               |  |                      |                     |                     |  |         | bye                        |                            |                            |         |                                                               |                                                               |                                                               |                                                               |                                                               |                  |
|                                               |                                               |                                               |                                               |                                               |  |                      |                     |                     |  |         | 2                          | Colômbia                   |                            |         |                                                               |                                                               |                                                               |                                                               |                                                               |                  |
| Chile está rebaixado para o Grupo II em 2014. | Chile está rebaixado para o Grupo II em 2014. | Chile está rebaixado para o Grupo II em 2014. | Chile está rebaixado para o Grupo II em 2014. | Chile está rebaixado para o Grupo II em 2014. |  |                      |                     |                     |  |         |                            |                            |                            |         | Equador e Colômbia avançam para a Repescagem do Grupo Mundial | Equador e Colômbia avançam para a Repescagem do Grupo Mundial | Equador e Colômbia avançam para a Repescagem do Grupo Mundial | Equador e Colômbia avançam para a Repescagem do Grupo Mundial | Equador e Colômbia avançam para a Repescagem do Grupo Mundial |                  |

## Disputas Grupo II
|                                                    | Play-offs 29–31 de março                           | Play-offs 29–31 de março                           | Play-offs 29–31 de março                           |                                                    |             | 1ª Rodada 1–3 de fevereiro | 1ª Rodada 1–3 de fevereiro | 1ª Rodada 1–3 de fevereiro |           |           | 2ª Rodada 29–31 de março | 2ª Rodada 29–31 de março | 2ª Rodada 29–31 de março |             |                                        | 3ª Rodada 13–15 de setembro            | 3ª Rodada 13–15 de setembro            | 3ª Rodada 13–15 de setembro            |                                        |             |
|                                                    |                                                    |                                                    |                                                    |                                                    |             |                            |                            |                            |           |           |                          |                          |                          |             |                                        |                                        |                                        |                                        |                                        |             |
|                                                    |                                                    |                                                    |                                                    |                                                    |             | Porto Rico                 |                            |                            |           |           |                          |                          |                          |             |                                        |                                        |                                        |                                        |                                        |             |
|                                                    |                                                    |                                                    |                                                    |                                                    |             | 1                          | México                     | 4                          |           |           |                          |                          |                          |             |                                        |                                        |                                        |                                        |                                        |             |
|                                                    | Barbados                                           | Barbados                                           | Barbados                                           | Barbados                                           |             |                            | Porto Rico                 | 1                          |           |           | El Salvador              | El Salvador              | El Salvador              | El Salvador | El Salvador                            |                                        |                                        |                                        |                                        |             |
|                                                    |                                                    | Porto Rico                                         | 1                                                  |                                                    |             |                            |                            |                            |           | 1         | México                   | 2                        |                          |             |                                        |                                        |                                        |                                        |                                        |             |
|                                                    |                                                    | Barbados                                           | 3                                                  |                                                    | El Salvador | El Salvador                | El Salvador                | El Salvador                |           | 4         | El Salvador              | 3                        |                          |             |                                        |                                        |                                        |                                        |                                        |             |
|                                                    |                                                    |                                                    |                                                    |                                                    | 4           | El Salvador                | 4                          |                            |           |           |                          |                          |                          |             |                                        |                                        |                                        |                                        |                                        |             |
|                                                    |                                                    |                                                    |                                                    |                                                    |             |                            | Barbados                   | 1                          |           |           |                          |                          |                          |             |                                        | El Salvador                            | El Salvador                            | El Salvador                            | El Salvador                            | El Salvador |
|                                                    |                                                    |                                                    |                                                    |                                                    |             |                            |                            |                            |           |           |                          |                          |                          |             |                                        | 4                                      | El Salvador                            | 1                                      |                                        |             |
|                                                    |                                                    |                                                    |                                                    |                                                    |             | Venezuela                  | Venezuela                  | Venezuela                  | Venezuela | Venezuela |                          |                          |                          |             |                                        | 3                                      | Venezuela                              | 3                                      |                                        |             |
|                                                    |                                                    |                                                    |                                                    |                                                    |             |                            | Guatemala                  | 1                          |           |           |                          |                          |                          |             |                                        |                                        |                                        |                                        |                                        |             |
|                                                    | Guatemala                                          | Guatemala                                          | Guatemala                                          | Guatemala                                          |             | 3                          | Venezuela                  | 4                          |           |           | Peru                     | Peru                     | Peru                     | Peru        | Peru                                   |                                        |                                        |                                        |                                        |             |
|                                                    |                                                    | Guatemala                                          | 4                                                  |                                                    |             |                            |                            |                            |           | 3         | Venezuela                | 4                        |                          |             |                                        |                                        |                                        |                                        |                                        |             |
|                                                    |                                                    | Haiti                                              | 1                                                  |                                                    | Peru        | Peru                       | Peru                       | Peru                       |           | 2         | Peru                     | 1                        |                          |             |                                        |                                        |                                        |                                        |                                        |             |
|                                                    |                                                    |                                                    |                                                    |                                                    |             | Haiti                      | 0                          |                            |           |           |                          |                          |                          |             |                                        |                                        |                                        |                                        |                                        |             |
|                                                    |                                                    |                                                    |                                                    |                                                    |             | 2                          | Peru                       | 5                          |           |           |                          |                          |                          |             |                                        |                                        |                                        |                                        |                                        |             |
| Porto Rico e Haiti disputarão o Grupo III em 2014. | Porto Rico e Haiti disputarão o Grupo III em 2014. | Porto Rico e Haiti disputarão o Grupo III em 2014. | Porto Rico e Haiti disputarão o Grupo III em 2014. | Porto Rico e Haiti disputarão o Grupo III em 2014. |             |                            |                            |                            |           |           |                          |                          |                          |             | Venezuela disputará o Grupo I em 2014. | Venezuela disputará o Grupo I em 2014. | Venezuela disputará o Grupo I em 2014. | Venezuela disputará o Grupo I em 2014. | Venezuela disputará o Grupo I em 2014. |             |